# Parapetrobia capensis
Parapetrobia capensis är en spindeldjursart som beskrevs av Meyer och Ryke 1959. Parapetrobia capensis ingår i släktet Parapetrobia och familjen Tetranychidae. Inga underarter finns listade i Catalogue of Life.